# Maloy Lozañes
María Lucía Moreno conocida artísticamente como Maloy Lozañes. Es una cantante filipina nacida el 13 de diciembre de 1976 en Manila, intérprete de diferentes estilos musicales como pop, techno, dance, Europop y Eurodance. Ella reside actualmente en Alemania, su trayectoria musical empezó entre 1999 y 2000, que ha trabajado con el DJ de origen alemán Shaun Baker. Ella desciende de una familia de músicos, Maloy es la única hija de Efrén Lozañes, un multinstrumentista y vocalista que viajó alrededor del mundo con la mayor parte del tiempo, e hija de Gloria Moreno Lozañes (PIR), una simple ama de casa con una voz suave, pero no canta profesionalmente. Tiene dos hermanos: Antonio Lozañes, un tecladista, y Michael Lozañes, que decidió ser médico y estudió en una universidad Tecnológica en lugar de seguir una carrera de cantante como solista.

## Discografía
- 1997 - Toybox

"Love to the limit" (sencillo) 
- 1999 - Capitán Jack

"Sueño Un Sueño" (sencillo) 
Gypsy Kings " "Get Up" (sencillo) - con los "Gypsy Kings" 
"La venganza del Capitán" (Álbum) 
- 2000 - - Capitán Jack

"Only You" (sencillo) "Only You" (sencillo) 
- 2007 - Shaun Baker

"VIP" (sencillo) "VIP" (sencillo) 
"POWER" (sencillo) "POWER" (sencillo) 
- 2008 - Shaun Baker

"Hey, Hi, Hello" (sencillo) 
"Could you, Would you, Should you" (sencillo)